# Marko Babić (svećenik)
Fra Marko Babić (Runović, 4. siječnja 1947.), hrvatski franjevac, teolog, visoki crkveni dužnosnik

## Životopis
Rodio se u Runoviću od oca Josipa i majke Ive, rođ. Todorić. U rodnom Runoviću završio osnovnu školu, a gimnaziju u Imotskomu i Sinju. U Makarskoj i Zagrebu pohađao filozofsko-teološki studij. Tijekom studija zaredio se u Sinju 1973. za svećenika Franjevačke provincije Presvetoga Otkupitelja. Diplomirao 1974. godine. U Zagrebu je išao na poslijediplomski na Katoličkomu bogoslovnom fakultetu, gdje je 1975. postigao licencijat iz teologije s pastoralno-liturgijskom specijalizacijom, radom Život i rad Antuna Sovića. Bio je magistar i odgojitelj franjevačkih bogoslova u Zagrebu i tajnik Konferencije franjevačkih provincijala (1974. – 1977.). Na Franjevačkoj visokoj bogosloviji u Makarskoj (od ak. god. 1980./81. do ak. god. 1998/99.) predavao je različite predmete. Od 1982. do 2002. god. bio je urednik liturgijsko-pastoralnoga časopisa Služba Božja. U Domovinskom ratu pružio je iznimnu pomoć Hrvatskoj vojsci, za što je odlikovan je Redom hrvatskoga trolista. Na Katoličkomu bogoslovnom fakultetu u Splitu pri Katedri liturgike je asistent od 1995., od ak. god. 1999./2000. je u nastavnom zvanju predavača i višega predavača od 2006. godine.
Član je Liturgijskoga vijeća Hrvatske biskupske konferencije (od 1990.), Liturgijsko-pastoralne komisije za Međugorje (od 1992.) i Nadbiskupskog liturgijskog vijeća u Splitu (od 1997.).
Održavao je predavanja na domaćim i međunarodnim znanstvenim skupovima, predstavljao knjige, recenzirao knjige i članke za znanstvene časopise i zbornike znanstvenih skupova. Urednik više knjiga i nizova teoloških i otačkih djela.